# Justin Deas
Justin Deas (Connellsville, 30 de março de 1948) é um ator estadunidense. Vencedor de seis Emmys, ele é mais conhecido principalmente por seu trabalho em soap operas.

## Carreira
O primeiro papel de Deas em uma soap opera foi como Bucky em Ryan's Hope. Ele foi o décimo ator a interpretar o papel de Tom Hughes em As the World Turns. Ele também viveu Keith Timmons em Santa Barbara e Buzz Cooper em Guiding Light. Deas deteve o recorde de mais prêmios Emmy Daytime nas categorias de atuação, ganhando seis vezes - (uma vez por As the World Turns, duas vezes por Santa Barbara e três por Guiding Light) até 2012, quando Anthony Geary ganhou o sétimo prêmio na mesma categoria.